# Базелга ди Пине
Базѐлга ди Пинѐ (на италиански: Baselga di Piné, на местен диалект: Basèlga, Баселга) е градче и община в Северна Италия, автономна провинция Тренто, автономен регион Трентино-Южен Тирол. Разположено е на 964 m надморска височина. Населението на общината е 5019 души (към 2015 г.).